# Parafia Matki Bożej Fatimskiej w Lipinach
Parafia Matki Bożej Fatimskiej w Lipinach – parafia rzymskokatolicka, znajdująca się w diecezji tarnowskiej, w dekanacie Pilzno.